# Adelaida (reina de França)
Adelaida   (París, 850 (Gregorià) - Laon, 10 de novembre de 901) va ser una noble francesa, esposa de Lluís II de França i mare de Carles III de França.
Va ser filla del comte palatí Adalard de Paris. Va ser escollida per Carles el Calb, rei de Frància Occidental per casar-se amb el seu fill Lluís el Quec, malgrat que aquest ja s'havia casat en secret amb Ansgarda de Borgonya. Encara que aquests ja havien tingut dos fills, Carles va forçar el Papa Joan VIII a dissoldre el matrimoni.
No obstant això, el seu matrimoni va ser posat en qüestió per la consanguinitat de la parella i quan el papa Joan VIII va coronar Lluís II va rebutjar coronar també Adelaida. Lluís va morir el mateix any que va néixer el seu fill Carles, motiu pel qual es va produir una disputa sobre la successió entre Adelaida i Ansgarda. Els fills d'Asgarda, Lluís i Carloman van regnar durant uns anys abans de morir sense descendència el 882 i el 884 i la corona va estar disputada per Odó I de França i Carles el Gras.
Finalment el seu fill va ascendir al tron com a Carles III de França i la seva mare l'assistí fins que va morir el 901 a Laon.